# Кобелко Стилерз
«Кобелко Стилерз» (яп. 神戸製鋼コベルコスティーラーズ) — японский регбийный клуб, выступающий в высшем дивизионе национального регби — Топ-лиге. Команда, основанная в 1928 году, принадлежит металлургической компании Kobe Steel. «Стилерз» стали первыми чемпионами Топ-лиги в сезоне 2003/04. Тогда регбистов тренировал Тэрунори Масухо, в прошлом игравший как за самих «металлургов», так и за университетскую команду «Васэда». Он покинул клуб по истечении сезона 2006/07 — коллектив же занял шестое место. Затем с командой работали Сэйдзи Хирао и Юдзи Сонода.
Команда проводит домашние матчи на арене «Хоумс Стэдиум Кобе», вмещающей более 30 тысяч болельщиков. Также используется стадион «Надахама», рассчитанный на 500 зрителей.

## Достижения
- Топ-лига
  - Чемпион: 2004

## Тренерский штаб
| Должность                              | Специалист      |
| -------------------------------------- | --------------- |
| Главный тренер                         | Юдзи Сонода     |
| Тренер нападающих                      | Николас Хортен  |
| Технический советник                   | Стив Камберленд |
| Тренер защитников; развитие мастерства | Николас Коллинз |
| Менеджер                               | Хироси Фукунага |

## Состав
Сезон 2013/14.